# 三江镇 (道真县)
三江镇，是中华人民共和国贵州省遵义市道真仡佬族苗族自治县下辖的一个乡镇级行政单位。

## 行政区划
三江镇下辖以下地区：
三江村、云峰村、群心村和群乐村。